# Fjols til fjells
Fjols til fjells är en norsk svartvit komedifilm från 1957 i regi av Edith Carlmar. I rollerna ses bland andra Leif Juster, Unni Bernhoft och Frank Robert. Liv Ullmann debuterade i filmen i en mindre biroll.

## Handling
På ett högfjällshotell försöker portiern Poppe och piccolon Rudolf att få gästerna att trivas. Detta leder dock allt som oftast till problem och otrevligheter för gästerna.  När två gäster som ser identiska ut kommer till hotellet, som portiern Poppe tror är samma person, uppstår många humorfyllda situationer.

## Rollista
- Leif Juster – Poppe
- Unni Bernhoft – Rudolf, piccolo
- Frank Robert – skådespelaren Teddy Winter / ornitologen
- Otto Carlmar – Blom, direktör
- Anne Lise Christiansen – skådespelaren
- Willie Hoel – läkaren
- Einar Sissener – hotellägaren
- Nanna Stenersen – piga
- Liv Ullmann – hotellgäst
- Anne Lise Wang – mannekängen
- Brita Bigum – Fru Rosenkrantz
- Edith Carlmar – kvinna

## Om filmen
Fjols til fjells bygger på lustspelet Bare jatt me'n av Sverre Bævre, Bias Bernhoft, William Ross och Gösta Stevens. Filmen producerades av Otto Carlmar för dennes bolag Carlmar Film AS. Otto Carlmar skrev också filmens manus. Hans fru Edith Carlmar regisserade. Fotograf var Sverre Bergli och klippare Bjørn Breigutu. Musiken komponerades av Gunnar och Maj Sønstevold.
Filmen hade premiär den 19 augusti 1957 i Norge. Den blev mycket populär och räknas som en av Norges största biosuccéer genom tiderna. Filmens engelska titel är Fools in the Mountains och dess polska titel Swiry na górze.